# Karl Friedrich Louis Dobermann
Karl Friedrich Louis Dobermann (prononcé en allemand : [ˈdoːbɐman] ), né le 2 janvier 1834 et mort le 9 juin 1894, est un éleveur de chiens à l'origine de la race de chien Dobermann. Vers 1890, il crée la race par croisements dans la commune d'Apolda, Grand-Duché de Saxe-Weimar-Eisenach.
Karl Dobermann est collecteur d'impôts local, un métier risqué à l'époque, et est aussi préposé à la fourrière pour chiens d'Apolda. Entretenant des chiens de diverses races, il s'emploie à créer une race de chien pour le protéger lors de ses collectes qui le mènent dans des zones dangereuses infestées de bandits. Il entreprend d'élever un nouveau type de chien qui allierait force, loyauté, intelligence et férocité. Par la suite, Otto Goeller et Philip Gruening développeront la race qui deviendra celle connue à l'époque contemporaine.
Après la mort de Karl Dobermann en 1894, on nomme la race Dobermann-pinscher en son honneur, mais un demi-siècle plus tard, les Allemands abandonnent le terme "pinscher" (terrier) qui n'est plus approprié. Les Britanniques font de même quelques années plus tard.

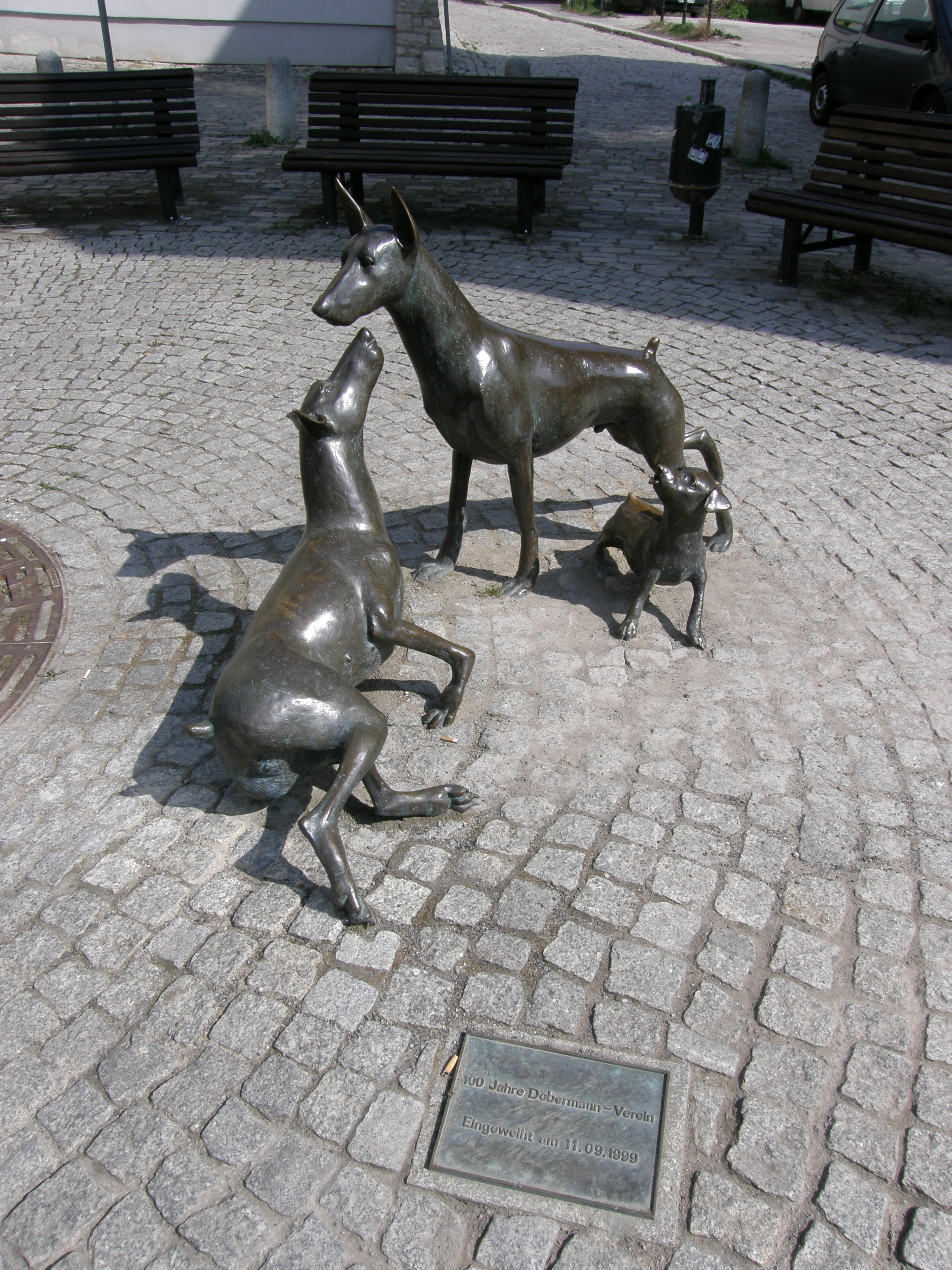
Dobermanns d'Apolda.

Une sculpture représentant des Dobermanns est inaugurée en 1999 dans la ville d'Apolda, en mémoire de Karl Dobermann.
L'astéroïde (3022) Dobermann est nommé en son honneur.